# 苏姆维奇
苏姆维奇（羅曼什語發音：[ˈsʊmvit͡ɕ] ⓘ），德语旧名索姆菲克斯（德語：Somvix），是瑞士格勞賓登州的一个市镇，位於該國東部，面積101.88平方公里，海拔高度1,056米，2011年人口1,258，人口密度每平方公里12人。

## 外部連結
- Official website （页面存档备份，存于） （羅曼什語）/（德文）